# Список угрожаемых видов млекопитающих
Список угрожаемых видов млекопитающих содержит перечень видов млекопитающих (Mammalia), которым Международным союзом охраны природы и природных ресурсов (МСОП) присвоены охранные статусы «Уязвимый вид» (Vulnerable species, ), «Вымирающий вид» (Endangered species, ) либо «Вид на грани исчезновения» (Critically Endangered species, ). В настоящее время в Красный список угрожаемых видов МСОП (The IUCN Red List of Threatened Species) занесено 1339 редких и исчезающих видов млекопитающих, из них 554 вида — уязвимые, 550 видов — вымирающие и 235 видов — находящиеся на грани исчезновения. Ещё один вид парнокопытных, олень Давида, значится в данном списке как исчезнувший в дикой природе (категория «Исчезнувшие в дикой природе», Extinct in the Wild, ), а 85 видов млекопитающих — как уже полностью вымершие в историческое время (категория «Исчезнувший вид», Extinct species, ). Они также представлены в этом перечне.
Всего по состоянию на 2005 год было известно 5416 видов млекопитающих. Таким образом, более чем пятая часть всех видов этих животных находится под угрозой исчезновения, а по меньшей мере 1,5 % — уже полностью вымерли по вине человека.
Классификация и порядок таксонов в данном списке приведены в соответствии с Illustrated Checklist of the Mammals of the World (2020).

## Однопроходные(Monotremata)

### СемействоЕхидновые(Tachyglossidae)
Zaglossus attenboroughi — Проехидна Аттенборо
 Zaglossus bartoni — Проехидна Бартона
 Zaglossus bruijnii — Проехидна Брюйна

## Сумчатые(Marsupialia)

### ОтрядОпоссумы(Didelphimorphia)

#### СемействоОпоссумовые(Didelphidae)
Cryptonanus ignitus
 Marmosa phaea
 Marmosa xerophila
 Marmosops handleyi
 Marmosops juninensis
 Marmosops pakaraimae
 Monodelphis reigi
 Monodelphis unistriata
 Thylamys karimii

### ОтрядЦенолесты(Paucituberculata)

#### СемействоЦенолестовые(Caenolestidae)
Caenolestes condorensis
 Caenolestes convelatus
 Caenolestes sangay

### ОтрядХищные сумчатые(Dasyuromorphia)

#### СемействоСумчатые волки(Thylacinidae)
Thylacinus cynocephalus — Сумчатый волк

#### СемействоСумчатые муравьеды(Myrmecobiidae)
Myrmecobius fasciatus — Сумчатый муравьед

#### СемействоХищные сумчатые(Dasyuridae)
Antechinus bellus — Пятнистоглазая сумчатая мышь
 Dasyuroides byrnei — Двугребнехвостая сумчатая мышь
 Dasyurus hallucatus — Северная сумчатая куница
 Dasyurus viverrinus — Крапчатая сумчатая куница
 Parantechinus apicalis — Крапчатая сумчатая мышь
 Phascogale pirata
 Sarcophilus harrisii — Сумчатый дьявол
 Sminthopsis butleri — Сумчатая мышь Батлера
 Sminthopsis fuliginosus aitkeni — подвид черноватой сумчатой мыши (Sminthopsis fuliginosus)
 Sminthopsis psammophila — Песчаная сумчатая мышь

### ОтрядБандикуты(Peramelemorphia)

#### СемействоКроличьи бандикуты(Thylacomyidae)
Macrotis lagotis — Кроличий бандикут
 Macrotis leucura

#### СемействоСвиноногие бандикуты(Chaeropodidae)
Chaeropus ecaudatus — Свиноногий бандикут

#### СемействоБандикутовые(Peramelidae)
Echymipera davidi
 Isoodon auratus
 Perameles bougainville
 Perameles eremiana
 Perameles gunnii
 Peroryctes broadbenti
 Rhynchomeles prattorum

### ОтрядДвурезцовые сумчатые(Diprotodontia)

#### СемействоКоаловые(Phascolarctidae)
Phascolarctos cinereus — Коала

#### СемействоВомбатовые(Vombatidae)
Lasiorhinus krefftii — Квинслендский вомбат

#### СемействоКарликовые поссумы(Burramyidae)
Burramys parvus

#### СемействоКускусовые(Phalangeridae)
Ailurops melanotis
 Ailurops ursinus
 Phalanger alexandrae
 Phalanger lullulae
 Phalanger matabiru
 Phalanger matanim
 Spilocuscus papuensis
 Spilocuscus rufoniger
 Spilocuscus wilsoni
 Strigocuscus celebensis

#### СемействоКольцехвостые кускусы(Pseudocheiridae)
Petauroides volans
 Pseudocheirus occidentalis
 Pseudochirops coronatus
 Pseudochirulus schlegeli

#### СемействоСумчатые летяги(Petauridae)
Dactylopsila tatei
 Gymnobelideus leadbeateri
 Petaurus abidi
 Petaurus gracilis

#### СемействоКенгуровые крысы(Potoroidae)
Bettongia anhydra
 Bettongia penicillata
 Bettongia pusilla
 Bettongia tropica
 Caloprymnus campestris
 Potorous gilbertii
 Potorous longipes
 Potorous platyops

#### СемействоКенгуровые(Macropodidae)
Dendrolagus dorianus
 Dendrolagus goodfellowi
 Dendrolagus inustus
 Dendrolagus matschiei
 Dendrolagus mayri
 Dendrolagus mbaiso
 Dendrolagus notatus
 Dendrolagus pulcherrimus
 Dendrolagus scottae
 Dendrolagus spadix
 Dendrolagus stellarum
 Dendrolagus ursinus
 Dorcopsis atrata
 Dorcopsis luctuosa
 Lagorchestes asomatus
 Lagorchestes hirsutus
 Lagorchestes leporides
 Lagostrophus fasciatus
 Macropus greyi
 Onychogalea fraenata
 Onychogalea lunata
 Petrogale concinna
 Petrogale lateralis
 Petrogale penicillata
 Petrogale persephone
 Petrogale sharmani
 Setonix brachyurus
 Thylogale browni
 Thylogale brunii
 Thylogale calabyi
 Thylogale lanatus

## Плацентарные(Placentalia)

### ОтрядАфросорициды(Afrosoricida)

#### СемействоТенрековые(Tenrecidae)
Limnogale mergulus
 Microgale dryas
 Microgale jenkinsae
 Microgale jobihely
 Microgale monticola
 Microgale nasoloi

#### СемействоЗлатокротовые(Chrysochloridae)
Amblysomus marleyi
 Amblysomus robustus
 Carpitalpa arendsi
 Chlorotalpa duthieae
 Chrysospalax trevelyani
 Chrysospalax villosus
 Cryptochloris wintoni
 Cryptochloris zyli
 Neamblysomus gunningi
 Neamblysomus julianae
 Популяция златокрота Юлианы (Neamblysomus julianae), распространённая на склонах хребта Бронберг (Bronberg Ridge) в северо-восточной части ЮАР (Южная Африка).

### ОтрядПрыгунчики(Macroscelidea)

#### СемействоПрыгунчиковые(Macroscelididae)
Rhynchocyon chrysopygus
 Rhynchocyon udzungwensis

### ОтрядХоботные(Proboscidea)

#### СемействоСлоновые(Elephantidae)
Elephas maximus — Азиатский слон
 Elephas maximus sumatranus — суматранский подвид азиатского слона.
 Loxodonta africana — Саванный слон
 Loxodonta cyclotis — Лесной слон

### ОтрядСирены(Sirenia)

#### СемействоДюгоневые(Dugongidae)
Dugong dugon — Дюгонь
 Hydrodamalis gigas — Морская корова

#### СемействоЛамантиновые(Trichechidae)
Trichechus inunguis — Амазонский ламантин
 Trichechus manatus
 Trichechus manatus latirostris
 Trichechus manatus manatus
 Trichechus senegalensis

### ОтрядБроненосцы(Cingulata)

#### СемействоChlamyphoridae
Priodontes maximus — Гигантский броненосец
 Tolypeutes tricinctus — Трёхпоясный броненосец

### ОтрядНеполнозубые(Pilosa)

#### СемействоМуравьедовые(Myrmecophagidae)
Myrmecophaga tridactyla — Гигантский муравьед

#### СемействоТрёхпалые ленивцы(Bradypodidae)
Bradypus pygmaeus
 Bradypus torquatus

### ОтрядТупайи(Scandentia)

#### СемействоТупайевые(Tupaiidae)
Tupaia chrysogaster
 Tupaia nicobarica

### ОтрядПриматы(Primates)

#### СемействоКарликовые лемуры(Cheirogaleidae)
Allocebus trichotis
 Cheirogaleus sibreei
 Microcebus arnholdi
 Microcebus berthae
 Microcebus bongolavensis
 Microcebus danfossi
 Microcebus gerpi
 Microcebus jollyae
 Microcebus macarthurii
 Microcebus mamiratra
 Microcebus margotmarshae
 Microcebus marohita
 Microcebus mittermeieri
 Microcebus myoxinus
 Microcebus ravelobensis
 Microcebus rufus
 Microcebus sambiranensis
 Microcebus simmonsi
 Microcebus tavaratra
 Mirza coquereli
 Mirza zaza
 Phaner electromontis
 Phaner furcifer
 Phaner pallescens
 Phaner parienti

#### СемействоТонкотелые лемуры(Lepilemuridae)
Lepilemur aeeclis
 Lepilemur ahmansonorum
 Lepilemur ankaranensis
 Lepilemur betsileo
 Lepilemur dorsalis
 Lepilemur edwardsi
 Lepilemur fleuretae
 Lepilemur grewcockorum
 Lepilemur hollandorum
 Lepilemur hubbardorum
 Lepilemur jamesorum
 Lepilemur leucopus
 Lepilemur microdon
 Lepilemur milanoii
 Lepilemur mittermeieri
 Lepilemur otto
 Lepilemur petteri
 Lepilemur randrianasoloi
 Lepilemur ruficaudatus
 Lepilemur sahamalazensis
 Lepilemur scottorum
 Lepilemur seali
 Lepilemur septentrionalis
 Lepilemur tymerlachsoni
 Lepilemur wrightae

#### СемействоЛемуровые(Lemuridae)
Eulemur albifrons
 Eulemur cinereiceps
 Eulemur collaris
 Eulemur coronatus
 Eulemur flavifrons
 Eulemur macaco
 Eulemur mongoz
 Eulemur rubriventer
 Eulemur rufus
 Eulemur sanfordi
 Hapalemur alaotrensis
 Hapalemur aureus
 Hapalemur griseus
 Hapalemur griseus gilberti
 Hapalemur griseus griseus
 Hapalemur meridionalis
 Hapalemur occidentalis
 Lemur catta
 Prolemur simus
 Varecia rubra
 Varecia variegata
 Varecia variegata editorum
 Varecia variegata subcincta
 Varecia variegata variegata

#### СемействоЛенивцевые лемуры(Palaeopropithecidae)
Palaeopropithecus ingens

#### СемействоИндриевые(Indriidae)
Avahi betsileo
 Avahi cleesei
 Avahi laniger
 Avahi meridionalis
 Avahi mooreorum
 Avahi occidentalis
 Avahi peyrierasi
 Avahi ramanantsoavanai
 Avahi unicolor
 Indri indri
 Propithecus candidus
 Propithecus coquereli
 Propithecus coronatus
 Propithecus deckenii
 Propithecus diadema
 Propithecus edwardsi
 Propithecus perrieri
 Propithecus tattersalli
 Propithecus verreauxi

#### СемействоРуконожковые(Daubentoniidae)
Daubentonia madagascariensis — Мадагаскарская руконожка

#### СемействоГалаговые(Galagidae)
Euoticus pallidus pallidus
 Galagoides rondoensis
 Galagoides zanzibaricus zanzibaricus
 Sciurocheirus alleni alleni

#### СемействоЛориевые(Lorisidae)
Loris lydekkerianus grandis
 Loris lydekkerianus nordicus
 Loris tardigradus
 Loris tardigradus nycticeboides
 Loris tardigradus tardigradus
 Nycticebus bengalensis
 Nycticebus coucang
 Nycticebus javanicus
 Nycticebus menagensis
 Nycticebus pygmaeus

#### СемействоДолгопятовые(Tarsiidae)
Tarsius bancanus
 Tarsius bancanus bancanus
 Tarsius bancanus borneanus
 Tarsius bancanus natunensis
 Tarsius bancanus saltator
 Tarsius dentatus
 Tarsius pelengensis
 Tarsius sangirensis
 Tarsius tarsier
 Tarsius tumpara

#### СемействоИгрунковые(Callitrichidae)
Callimico goeldii
 Callithrix aurita
 Callithrix flaviceps
 Leontopithecus caissara
 Leontopithecus chrysomelas
 Leontopithecus chrysopygus
 Leontopithecus rosalia
 Mico humilis
 Mico marcai
 Mico rondoni
 Saguinus bicolor
 Saguinus leucopus
 Saguinus niger
 Saguinus oedipus

#### СемействоНочные обезьяны(Aotidae)
Aotus brumbacki
 Aotus griseimembra
 Aotus lemurinus
 Aotus miconax
 Aotus nancymaae

#### СемействоКапуциновые(Cebidae)
Cebus aequatorialis
 Cebus capucinus curtus — подвид обыкновенного капуцина (Cebus capucinus).
 Cebus brunneus
 Cebus kaapori — Капуцин-каапори
 Cebus malitiosus
 Cebus versicolor
 Saimiri oerstedii — Рыжеспинный саймири
 Saimiri oerstedii citrinellus
 Saimiri oerstedii oerstedii
 Saimiri vanzolinii — Чёрный саймири
 Sapajus apella margaritae — подвид капуцина-фавна (Sapajus apella), обитающий на южных Малых Антильских островах.
 Sapajus cay
 Sapajus flavius
 Sapajus robustus
 Sapajus xanthosternos

#### СемействоСаковые(Pitheciidae)
Cacajao calvus
 Cacajao calvus novaesi
 Cacajao calvus ucayalii
 Cacajao hosomi
 Cacajao melanocephalus ayresi
 Callicebus barbarabrownae
 Callicebus caquetensis
 Callicebus coimbrai
 Callicebus medemi
 Callicebus melanochir
 Callicebus modestus
 Callicebus oenanthe
 Callicebus olallae
 Callicebus ornatus
 Callicebus personatus
 Chiropotes albinasus
 Chiropotes satanas
 Chiropotes utahickae
 Pithecia albicans
 Plecturocebus olallae
 Plecturocebus vieirai
 Xenothrix mcgregori

#### СемействоПаукообразные обезьяны(Atelidae)
Alouatta belzebul — Краснорукий ревун
 Alouatta discolor
 Alouatta guariba — Бурый ревун
 Alouatta guariba clamitans — подвид бурого ревуна
 Alouatta guariba guariba — номинативный подвид бурого ревуна
 Alouatta palliata — Колумбийский ревун
 Alouatta palliata aequatorialis — подвид колумбийского ревуна, обитающий на юге Центральной и севере Южной Америки в Панаме, Колумбии, Эквадоре и Перу.
 Alouatta palliata coibensis — подвид колумбийского ревуна, обитающий в Центральной Америке в Панаме.
 Alouatta palliata mexicana — подвид колумбийского ревуна, обитающий в Центральной Америке на юге Мексики и в Гватемале.
 Alouatta palliata palliata — номинативный подвид колумбийского ревуна, обитающий в Центральной Америке в Коста-Рике, Гватемале, Гондурасе и Никарагуа.
 Alouatta palliata trabeata — подвид колумбийского ревуна, обитающий в Центральной Америке в Панаме.
 Alouatta pigra — Центральноамериканский ревун
 Alouatta puruensis
 Alouatta ululata
 Ateles belzebuth — Белолобая коата
 Ateles chamek — Перуанская коата
 Ateles fusciceps — Чернолобая коата
 Ateles fusciceps fusciceps
 Ateles fusciceps rufiventris
 Ateles geoffroyi — Коата Жоффруа
 Ateles geoffroyi azuerensis
 Ateles geoffroyi frontatus
 Ateles geoffroyi geoffroyi
 Ateles geoffroyi ornatus
 Ateles geoffroyi vellerosus
 Ateles geoffroyi yucatanensis
 Ateles hybridus — Колумбийская коата
 Ateles hybridus brunneus
 Ateles hybridus hybridus
 Ateles marginatus — Белощёкая коата
 Ateles paniscus — Краснолицая коата
 Brachyteles arachnoides — Паукообразная обезьяна
 Brachyteles hypoxanthus — Рыжеватая обезьяна
 Lagothrix cana — Серая шерстистая обезьяна
 Lagothrix cana cana
 Lagothrix lagotricha — Бурая шерстистая обезьяна
 Lagothrix lugens — Колумбийская шерстистая обезьяна
 Lagothrix poeppigii — Серебристая шерстистая обезьяна
 Oreonax flavicauda — Желтохвостая обезьяна

#### СемействоМартышковые(Cercopithecidae)
Allochrocebus lhoesti — Бородатая мартышка
 Allochrocebus preussi
 Allochrocebus preussi insularis
 Allochrocebus preussi preussi
 Allochrocebus solatus — Рыжехвостая мартышка
 Cercocebus galeritus — Хохлатый мангабей
 Cercocebus lunulatus
 Cercocebus sanjei
 Cercocebus torquatus — Красноголовый мангобей
 Cercopithecus diana — Мартышка диана
 Cercopithecus dryas — Мартышка дриас
 Cercopithecus erythrogaster — Краснобрюхая мартышка
 Cercopithecus erythrogaster erythrogaster
 Cercopithecus erythrogaster pococki
 Cercopithecus erythrotis — Рыжеухая мартышка
 Cercopithecus erythrotis camerunensis
 Cercopithecus erythrotis erythrotis
 Cercopithecus hamlyni — Совинолицая мартышка
 Cercopithecus mitis albotorquatus
 Cercopithecus mitis boutourlinii
 Cercopithecus mitis kandti
 Cercopithecus mitis labiatus
 Cercopithecus mitis zammaronoi
 Cercopithecus pogonias pogonias
 Cercopithecus roloway
 Cercopithecus sclateri
 Chlorocebus djamdjamensis
 Colobus angolensis prigoginei
 Colobus angolensis ruwenzorii
 Colobus guereza percivali
 Colobus polykomos — Королевский колобус
 Colobus satanas — Чёрный колобус
 Colobus satanas anthracinus
 Colobus satanas satanas
 Colobus vellerosus — Белоногий колобус
 Macaca arctoides — Медвежий макак
 Macaca fascicularis — Макак-крабоед
 Macaca fascicularis atriceps
 Macaca fascicularis aurea
 Macaca fascicularis condorensis
 Macaca fascicularis fascicularis
 Macaca fascicularis fusca
 Macaca fascicularis karimondjawae
 Macaca fascicularis lasiae
 Macaca fascicularis tua
 Macaca fascicularis umbrosa
 Macaca hecki
 Macaca leonina
 Macaca maura — Целебесский макак
 Macaca munzala
 Macaca nemestrina — Свинохвостый макак
 Macaca nigra — Хохлатый павиан
 Macaca nigrescens
 Macaca ochreata
 Macaca ochreata brunnescens
 Macaca ochreata ochreata
 Macaca pagensis
 Macaca siberu
 Macaca silenus — Львинохвостый макак
 Macaca sinica — Цейлонский макак
 Macaca sinica aurifrons
 Macaca sinica opisthomelas
 Macaca sinica sinica
 Macaca sylvanus — Магот
 Macaca tonkeana — Тонкский макак
 Mandrillus leucophaeus — Дрил
 Mandrillus leucophaeus leucophaeus
 Mandrillus leucophaeus poensis
 Mandrillus sphinx — Мандрил
 Nasalis larvatus — Носач
 Nasalis larvatus larvatus
 Nasalis larvatus orientalis
 Piliocolobus badius — Красный колобус
 Piliocolobus bouvieri
 Piliocolobus epieni
 Piliocolobus gordonorum
 Piliocolobus kirkii
 Piliocolobus pennantii
 Piliocolobus preussi
 Piliocolobus rufomitratus
 Piliocolobus temminckii
 Piliocolobus tephrosceles
 Piliocolobus waldronae
 Presbytis chrysomelas
 Presbytis chrysomelas chrysomelas
 Presbytis chrysomelas cruciger
 Presbytis comata
 Presbytis femoralis
 Presbytis frontata
 Presbytis hosei
 Presbytis hosei canicrus
 Presbytis hosei everetti
 Presbytis hosei sabana
 Presbytis melalophos
 Presbytis melalophos mitrata
 Presbytis melalophos sumatranus
 Presbytis natunae
 Presbytis percura
 Presbytis potenziani
 Presbytis potenziani potenziani
 Presbytis potenziani siberu
 Presbytis thomasi
 Pygathrix cinerea
 Pygathrix nemaeus
 Pygathrix nigripes
 Rhinopithecus avunculus
 Rhinopithecus bieti
 Rhinopithecus brelichi
 Rhinopithecus roxellana
 Rhinopithecus roxellana hubeiensis
 Rhinopithecus roxellana qinlingensis
 Rhinopithecus roxellana roxellana
 Rhinopithecus strykeri
 Rungwecebus kipunji
 Semnopithecus ajax
 Semnopithecus hypoleucos
 Semnopithecus priam thersites
 Simias concolor
 Simias concolor concolor
 Simias concolor siberu
 Theropithecus gelada gelada
 Trachypithecus auratus
 Trachypithecus auratus auratus
 Trachypithecus auratus mauritius
 Trachypithecus barbei — Тонкотел Барби
 Trachypithecus cristatus vigilans
 Trachypithecus delacouri
 Trachypithecus francoisi
 Trachypithecus geei
 Trachypithecus germaini
 Trachypithecus hatinhensis
 Trachypithecus johnii
 Trachypithecus laotum
 Trachypithecus obscurus sanctorum
 Trachypithecus obscurus seimundi
 Trachypithecus obscurus styx
 Trachypithecus phayrei
 Trachypithecus phayrei crepuscula
 Trachypithecus phayrei phayrei
 Trachypithecus phayrei shanicus
 Trachypithecus pileatus
 Trachypithecus pileatus durga
 Trachypithecus pileatus pileatus
 Trachypithecus pileatus tenebricus
 Trachypithecus poliocephalus
 Trachypithecus poliocephalus leucocephalus
 Trachypithecus poliocephalus poliocephalus
 Trachypithecus shortridgei
 Trachypithecus vetulus
 Trachypithecus vetulus monticola
 Trachypithecus vetulus nestor
 Trachypithecus vetulus philbricki
 Trachypithecus vetulus vetulus

#### СемействоГиббоновые(Hylobatidae)
Hoolock hoolock
 Hoolock leuconedys
 Hylobates agilis
 Hylobates albibarbis
 Hylobates klossii
 Hylobates lar
 Hylobates lar carpenteri
 Hylobates lar entelloides
 Hylobates lar lar
 Hylobates lar vestitus
 Hylobates moloch
 Hylobates muelleri
 Hylobates muelleri abbotti
 Hylobates muelleri funereus
 Hylobates muelleri muelleri
 Hylobates pileatus
 Nomascus concolor
 Nomascus concolor concolor
 Nomascus concolor furvogaster
 Nomascus concolor jingdongensis
 Nomascus concolor lu
 Nomascus gabriellae
 Nomascus hainanus
 Nomascus leucogenys
 Nomascus nasutus
 Nomascus siki
 Symphalangus syndactylus

#### СемействоГоминиды(Hominidae)
Gorilla beringei
 Gorilla beringei beringei
 Gorilla beringei graueri
 Gorilla gorilla
 Gorilla gorilla diehli
 Gorilla gorilla gorilla
 Pan paniscus
 Pan troglodytes
 Pan troglodytes ellioti
 Pan troglodytes schweinfurthii
 Pan troglodytes troglodytes
 Pan troglodytes verus
 Pongo abelii
 Pongo pygmaeus
 Pongo pygmaeus morio
 Pongo pygmaeus pygmaeus
 Pongo pygmaeus wurmbii

### ОтрядЗайцеобразные(Lagomorpha)

#### СемействоПищуховые(Ochotonidae)
Ochotona argentata
 Ochotona hoffmanni
 Ochotona iliensis
 Ochotona koslowi

#### СемействоСардинийские пищухи(Prolagidae)
Prolagus sardus — Сардинийская пищуха

#### СемействоЗайцевые(Leporidae)
Bunolagus monticularis
 Caprolagus hispidus
 Lepus castroviejoi
 Lepus corsicanus
 Lepus flavigularis
 Lepus hainanus
 Nesolagus netscheri
 Pentalagus furnessi
 Romerolagus diazi
 Sylvilagus cognatus
 Sylvilagus dicei
 Sylvilagus graysoni
 Sylvilagus insonus
 Sylvilagus mansuetus
 Sylvilagus robustus
 Sylvilagus transitionalis

### ОтрядГрызуны(Rodentia)

#### СемействоМешотчатые прыгуны(Heteromyidae)
Chaetodipus ammophilus dalquesti
 Dipodomys elator — Техасский кенгуровый прыгун
 Dipodomys gravipes — Санквинтинский кенгуровый прыгун
 Dipodomys ingens — Гигантский кенгуровый прыгун
 Dipodomys nitratoides — Фресновский кенгуровый прыгун
 Dipodomys stephensi — Кенгуровый прыгун Стефенса
 Heteromys nelsoni — Мешотчатый прыгун Нельсона
 Heteromys oasicus — Венесуэльский мешотчатый прыгун
 Heteromys spectabilis
 Heteromys teleus — Эквадорский мешотчатый прыгун
 Perognathus alticola — Белоухий мешотчатый прыгун

#### СемействоГоферовые(Geomyidae)
Geomys tropicalis
 Orthogeomys lanius — Большой гофер
 Pappogeomys bulleri alcorni — подвид гофера Буллера (Pappogeomys bulleri).
 Zygogeomys trichopus — Мичоаканский гофер

#### СемействоТушканчиковые(Dipodidae)
Sicista armenica
 Sicista caucasica
 Sicista kazbegica

#### СемействоКолючие сони(Platacanthomyidae)
Platacanthomys lasiurus

#### СемействоСлепышовые(Spalacidae)
Spalax arenarius
 Spalax zemni
 Tachyoryctes macrocephalus

#### СемействоНезомииды(Nesomyidae)
Brachytarsomys villosa
 Delanymys brooksi
 Dendromus kahuziensis
 Eliurus penicillatus
 Eliurus petteri
 Hypogeomys antimena
 Macrotarsomys ingens
 Mystromys albicaudatus
 Nesomys lambertoni
 Voalavo antsahabensis

#### СемействоХомяковые(Cricetidae)
Aegialomys galapagoensis
 Aepeomys reigi
 Akodon surdus
 Alticola montosa
 Alticola olchonensis
 Anotomys leander
 Arvicola sapidus
 Cricetus cricetus — Обыкновенный хомяк
 Dinaromys bogdanovi
 Euryoryzomys lamia
 Geoxus annectens
 Gyldenstolpia fronto
 Habromys chinanteco
 Habromys delicatulus
 Habromys ixtlani
 Habromys lepturus
 Habromys schmidlyi
 Habromys simulatus
 Handleyomys rhabdops
 Ichthyomys pittieri
 Juliomys rimofrons
 Juscelinomys candango
 Megadontomys cryophilus
 Megadontomys nelsoni
 Megadontomys thomasi
 Megalomys desmarestii
 Megalomys luciae
 Megaoryzomys curioi
 Melanomys zunigae
 Mesocricetus auratus
 Microakodontomys transitorius
 Microtus bavaricus
 Microtus breweri
 Microtus oaxacensis
 Microtus umbrosus
 Mindomys hammondi
 Nelsonia goldmani
 Neomicroxus latebricola
 Neotoma angustapalata
 Neotoma bryanti
 Neotoma nelsoni
 Neotoma palatina
 Nesoryzomys darwini
 Nesoryzomys fernandinae
 Nesoryzomys indefessus
 Nesoryzomys narboroughi
 Nesoryzomys swarthi
 Neusticomys mussoi
 Neusticomys venezuelae
 Noronhomys vespuccii
 Oligoryzomys victus
 Oryzomys antillarum
 Oryzomys gorgasi
 Oryzomys nelsoni
 Oxymycterus hucucha
 Oxymycterus josei
 Oxymycterus wayku
 Pennatomys nivalis
 Peromyscus bullatus
 Peromyscus caniceps
 Peromyscus dickeyi
 Peromyscus guardia
 Peromyscus interparietalis
 Peromyscus madrensis
 Peromyscus mayensis
 Peromyscus mekisturus
 Peromyscus melanocarpus
 Peromyscus melanurus
 Peromyscus ochraventer
 Peromyscus pembertoni
 Peromyscus pseudocrinitus
 Peromyscus sejugis
 Peromyscus simulus
 Peromyscus slevini
 Peromyscus stephani
 Peromyscus winkelmanni
 Peromyscus zarhynchus
 Phaenomys ferrugineus
 Phyllotis definitus
 Podomys floridanus
 Podoxymys roraimae
 Proedromys bedfordi
 Punomys kofordi
 Punomys lemminus
 Reithrodontomys bakeri
 Reithrodontomys hirsutus
 Reithrodontomys raviventris
 Reithrodontomys spectabilis
 Reithrodontomys tenuirostris
 Rheomys mexicanus
 Sigmodon alleni
 Sigmodon inopinatus
 Thomasomys apeco
 Thomasomys hylophilus
 Thomasomys macrotis
 Thomasomys monochromos
 Thomasomys onkiro
 Thomasomys pyrrhonotus
 Thomasomys ucucha
 Tylomys bullaris
 Tylomys tumbalensis
 Wilfredomys oenax
 Xenomys nelsoni

#### СемействоМышиные(Muridae)
Apomys camiguinensis
 Archboldomys luzonensis
 Batomys russatus
 Bullimus gamay
 Bunomys coelestis
 Bunomys fratrorum
 Bunomys prolatus
 Chiropodomys karlkoopmani
 Conilurus albipes
 Conilurus capricornensis
 Conilurus penicillatus
 Coryphomys buehleri
 Crateromys heaneyi
 Crateromys schadenbergi
 Cremnomys elvira
 Crunomys melanius
 Dasymys montanus
 Desmomys yaldeni
 Diplothrix legata
 Echiothrix leucura
 Eropeplus canus
 Gerbillus hesperinus
 Gerbillus hoogstraali
 Grammomys gigas
 Grammomys minnae
 Hadromys humei
 Haeromys pusillus
 Hapalomys longicaudatus
 Hybomys badius
 Hybomys basilii
 Hybomys lunaris
 Hylomyscus baeri
 Hylomyscus grandis
 Kadarsanomys sodyi
 Komodomys rintjanus
 Lamottemys okuensis
 Lemniscomys mittendorfi
 Leopoldamys siporanus
 Leporillus apicalis
 Lophuromys dieterleni
 Lophuromys eisentrauti
 Lophuromys medicaudatus
 Lophuromys melanonyx
 Mallomys gunung
 Margaretamys beccarii
 Maxomys inflatus
 Maxomys pagensis
 Maxomys rajah
 Maxomys wattsi
 Maxomys whiteheadi
 Melomys aerosus
 Melomys bannisteri
 Melomys caurinus
 Melomys fraterculus
 Melomys matambuai
 Melomys rubicola
 Melomys talaudium
 Meriones dahli
 Meriones sacramenti
 Mesembriomys gouldii
 Millardia kondana
 Mus famulus
 Mus fernandoni
 Mus mayori
 Nesokia bunnii
 Nesoromys ceramicus
 Nilopegamys plumbeus
 Niviventer cameroni
 Niviventer hinpoon
 Notomys amplus
 Notomys aquilo
 Notomys fuscus
 Notomys longicaudatus
 Notomys macrotis
 Notomys mordax
 Notomys robustus
 Otomys barbouri
 Otomys burtoni
 Otomys lacustris
 Otomys occidentalis
 Paraleptomys rufilatus
 Paramelomys gressitti
 Paulamys naso
 Phloeomys cumingi
 Pithecheir melanurus
 Pogonomys fergussoniensis
 Praomys degraaffi
 Praomys hartwigi
 Praomys morio
 Praomys obscurus
 Pseudomys auritus
 Pseudomys australis
 Pseudomys calabyi
 Pseudomys fieldi
 Pseudomys fumeus
 Pseudomys glaucus
 Pseudomys gouldii
 Pseudomys novaehollandiae
 Pseudomys oralis
 Rattus burrus
 Rattus hainaldi
 Rattus hoogerwerfi
 Rattus lugens
 Rattus macleari
 Rattus mollicomulus
 Rattus montanus
 Rattus nativitatis
 Rattus nikenii
 Rattus palmarum
 Rattus ranjiniae
 Rattus richardsoni
 Rattus satarae
 Rattus simalurensis
 Rattus stoicus
 Rattus vandeuseni
 Rhynchomys isarogensis
 Solomys ponceleti
 Solomys salebrosus
 Solomys sapientis
 Srilankamys ohiensis
 Sundamys maxi
 Taeromys taerae
 Tarsomys echinatus
 Thamnomys kempi
 Tokudaia muenninki
 Tokudaia osimensis
 Tokudaia tokunoshimensis
 Uromys boeadii
 Uromys emmae
 Uromys imperator
 Uromys porculus
 Uromys rex
 Vandeleuria nilagirica
 Vandeleuria nolthenii
 Xeromys myoides
 Zyzomys maini
 Zyzomys palatalis
 Zyzomys pedunculatus

#### СемействоДикобразовые(Hystricidae)
Hystrix pumila

#### СемействоЗемлекоповые(Bathyergidae)
Fukomys kafuensis

#### СемействоАмериканские дикобразы(Erethizontidae)
Chaetomys subspinosus

#### СемействоСвинковые(Caviidae)
Cavia intermedia

#### СемействоАгутиевые(Dasyproctidae)
Dasyprocta coibae
 Dasyprocta mexicana
 Dasyprocta ruatanica

#### СемействоШиншилловые(Chinchillidae)
Chinchilla chinchilla
 Chinchilla lanigera
 Lagostomus crassus

#### СемействоШиншилловые крысы(Abrocomidae)
Abrocoma boliviensis — Боливийская шиншилловая крыса

#### СемействоТукотуковые(Ctenomyidae)
Ctenomys australis
 Ctenomys azarae
 Ctenomys bergi
 Ctenomys bonettoi
 Ctenomys flamarioni
 Ctenomys lami
 Ctenomys latro
 Ctenomys magellanicus
 Ctenomys occultus
 Ctenomys osvaldoreigi
 Ctenomys pilarensis
 Ctenomys pundti
 Ctenomys rionegrensis
 Ctenomys roigi
 Ctenomys sociabilis

#### СемействоВосьмизубовые(Octodontidae)
Octodon bridgesi
 Octodon pacificus
 Tympanoctomys aureus
 Tympanoctomys loschalchalerosorum

#### СемействоЩетинистые крысы(Echimyidae)
Boromys offella
 Boromys torrei
 Brotomys voratus
 Callistomys pictus
 Geocapromys brownii
 Geocapromys columbianus
 Geocapromys ingrahami
 Geocapromys thoracatus
 Heteropsomys insulans
 Hexolobodon phenax
 Isolobodon montanus
 Isolobodon portoricensis
 Mesocapromys angelcabrerai
 Mesocapromys auritus
 Mesocapromys nanus
 Mesocapromys sanfelipensis
 Mysateles melanurus
 Phyllomys brasiliensis
 Phyllomys lundi
 Phyllomys mantiqueirensis
 Phyllomys thomasi
 Phyllomys unicolor
 Plagiodontia aedium
 Plagiodontia ipnaeum
 Santamartamys rufodorsalis
 Trinomys moojeni
 Trinomys yonenagae

#### СемействоБеличьи(Sciuridae)
Ammospermophilus nelsoni
 Biswamoyopterus biswasi
 Callosciurus melanogaster
 Cynomys mexicanus — Мексиканская луговая собачка
 Cynomys parvidens
 Eupetaurus cinereus — Скальная летяга
 Funambulus layardi
 Funambulus sublineatus
 Hylopetes sipora
 Hyosciurus ileile
 Iomys sipora
 Marmota menzbieri — Сурок Мензбира
 Marmota sibirica — Тарбаган
 Marmota vancouverensis — Ванкуверский сурок
 Neotamias bulleri
 Neotamias palmeri
 Otospermophilus beecheyi atricapillus — подвид калифорнийского суслика (Otospermophilus beecheyi)
 Paraxerus vincenti
 Petinomys genibarbis
 Petinomys lugens
 Petinomys setosus
 Petinomys vordermanni
 Pteromyscus pulverulentus
 Rheithrosciurus macrotis — Кистеухая белка
 Spermophilus citellus — Европейский суслик
 Sundasciurus fraterculus
 Tamiasciurus mearnsi
 Urocitellus brunneus
 Urocitellus endemicus
 Urocitellus townsendii
 Xerospermophilus perotensis

#### СемействоСоневые(Gliridae)
Dryomys niethammeri
 Myomimus roachi

### ОтрядНасекомоядные(Eulipotyphla)

#### СемействоЕжовые(Erinaceidae)
Hylomys parvus
 Neohylomys hainanensis
 Podogymnura aureospinula

#### СемействоЗемлеройковые(Soricidae)
Chimarrogale phaeura
 Congosorex phillipsorum
 Crocidura andamanensis
 Crocidura ansellorum
 Crocidura bottegoides
 Crocidura canariensis
 Crocidura desperata
 Crocidura eisentrauti
 Crocidura harenna
 Crocidura hikmiya
 Crocidura hispida
 Crocidura jenkinsi
 Crocidura lanosa
 Crocidura lucina
 Crocidura manengubae
 Crocidura miya
 Crocidura negrina
 Crocidura nicobarica
 Crocidura orii
 Crocidura phaeura
 Crocidura picea
 Crocidura stenocephala
 Crocidura tansaniana
 Crocidura tarella
 Crocidura telfordi
 Crocidura thomensis
 Crocidura trichura
 Crocidura usambarae
 Crocidura wimmeri
 Crocidura zimmermanni
 Cryptotis endersi
 Cryptotis gracilis
 Cryptotis griseoventris
 Cryptotis magna
 Cryptotis mera
 Cryptotis nelsoni
 Cryptotis phillipsii
 Feroculus feroculus
 Myosorex blarina
 Myosorex bururiensis
 Myosorex eisentrauti
 Myosorex geata
 Myosorex gnoskei
 Myosorex jejei
 Myosorex kihaulei
 Myosorex longicaudatus
 Myosorex okuensis
 Myosorex rumpii
 Myosorex tenuis
 Notiosorex villai
 Ruwenzorisorex suncoides
 Solisorex pearsoni
 Sorex macrodon
 Sorex milleri
 Sorex pribilofensis
 Sorex sclateri
 Sorex stizodon
 Suncus aequatorius
 Suncus dayi
 Suncus fellowesgordoni
 Suncus mertensi
 Suncus montanus
 Suncus zeylanicus
 Sylvisorex camerunensis
 Sylvisorex isabellae
 Sylvisorex lunaris
 Sylvisorex morio

#### СемействоКротовые(Talpidae)
CR Desmana moschata — Выхухоль
 Galemys pyrenaicus — Пиренейская выхухоль
 Mogera etigo
 Mogera uchidai

#### СемействоНезофонты(Nesophontidae)
Nesophontes edithae
 Nesophontes hypomicrus
 Nesophontes major
 Nesophontes micrus
 Nesophontes paramicrus
 Nesophontes zamicrus

#### СемействоЩелезубовые(Solenodontidae)
Atopogale cubana
 Solenodon marcanoi
 Solenodon paradoxus

### ОтрядРукокрылые(Chiroptera)

#### СемействоКрылановые(Pteropodidae)
Acerodon celebensis
 Acerodon humilis
 Acerodon jubatus — Гривастый ацеродон
 Acerodon leucotis
 Acerodon mackloti
 Aproteles bulmerae — Новогвинейский крылан
 Dobsonia chapmani
 Dobsonia emersa
 Dyacopterus brooksi
 Eidolon dupreanum — Мадагаскарский крылан
 Latidens salimalii
 Megaerops kusnotoi
 Megaerops wetmorei
 Mirimiri acrodonta
 Myonycteris brachycephala
 Neopteryx frosti
 Notopteris macdonaldi — Длиннохвостый крылан
 Notopteris neocaledonica
 Nyctimene keasti
 Nyctimene minutus
 Nyctimene rabori
 Pteralopex anceps
 Pteralopex atrata
 Pteralopex flanneryi
 Pteralopex pulchra
 Pteralopex taki
 Pteropus aldabrensis
 Pteropus anetianus
 Pteropus aruensis
 Pteropus brunneus
 Pteropus caniceps
 Pteropus capistratus
 Pteropus chrysoproctus
 Pteropus cognatus
 Pteropus dasymallus
 Pteropus faunulus
 Pteropus fundatus
 Pteropus howensis
 Pteropus livingstonii — Коморская летучая лисица
 Pteropus lylei
 Pteropus mariannus — Марианская летучая лисица
 Pteropus melanopogon
 Pteropus melanotus
 Pteropus molossinus
 Pteropus niger
 Pteropus nitendiensis
 Pteropus ocularis
 Pteropus ornatus
 Pteropus pelewensis yapensis
 Pteropus pilosus
 Pteropus pohlei
 Pteropus poliocephalus
 Pteropus pselaphon
 Pteropus rennelli
 Pteropus rodricensis
 Pteropus rufus
 Pteropus subniger
 Pteropus temminckii
 Pteropus tokudae
 Pteropus tuberculatus
 Pteropus ualanus
 Pteropus vetulus
 Pteropus voeltzkowi
 Rousettus bidens
 Rousettus obliviosus
 Rousettus spinalatus

#### СемействоМышехвостые(Rhinopomatidae)
Rhinopoma hadramauticum

#### СемействоСвиноносые(Craseonycteridae)
Craseonycteris thonglongyai — Свиноносая летучая мышь

#### СемействоЛожные вампиры(Megadermatidae)
Eudiscoderma thongareeae
 Macroderma gigas — Австралийский ложный вампир

#### СемействоПодковогубые(Hipposideridae)
Anthops ornatus
 Coelops robinsoni
 Hipposideros coxi
 Hipposideros curtus
 Hipposideros demissus
 Hipposideros dinops
 Hipposideros durgadasi
 Hipposideros edwardshilli
 Hipposideros halophyllus
 Hipposideros hypophyllus
 Hipposideros inornatus
 Hipposideros khaokhouayensis
 Hipposideros lamottei
 Hipposideros marisae
 Hipposideros orbiculus
 Hipposideros ridleyi
 Hipposideros scutinares
 Hipposideros sorenseni
 Hipposideros stenotis
 Paratriaenops auritus

#### СемействоПодковоносые(Rhinolophidae)
Rhinolophus belligerator
 Rhinolophus canuti
 Rhinolophus cognatus
 Rhinolophus cohenae
 Rhinolophus guineensis
 Rhinolophus hilli
 Rhinolophus maclaudi
 Rhinolophus madurensis
 Rhinolophus mehelyi
 Rhinolophus montanus
 Rhinolophus proconsulis
 Rhinolophus ruwenzorii
 Rhinolophus ziama

#### СемействоФутлярохвостые(Emballonuridae)
Balantiopteryx infusca
 Balantiopteryx io
 Coleura seychellensis
 Emballonura semicaudata
 Saccopteryx antioquensis
 Taphozous hildegardeae

#### СемействоЩелемордые(Nycteridae)
Nycteris javanica — Яванский щелеморд

#### СемействоНовозеландские летучие мыши(Mystacinidae)
Mystacina robusta
 Mystacina tuberculata — Новозеландская летучая мышь

#### СемействоДымчатые летучие мыши(Furipteridae)
Amorphochilus schnablii — Дымчатая летучая мышь

#### СемействоПодбородколистые(Mormoopidae)
Pteronotus paraguanensis

#### СемействоАмериканские листоносые(Phyllostomidae)
Chiroderma improvisum
 Choeroniscus periosus
 Leptonycteris curasoae
 Leptonycteris nivalis
 Lonchophylla bokermanni
 Lonchophylla dekeyseri
 Lonchorhina fernandezi
 Lonchorhina marinkellei
 Lonchorhina orinocensis
 Musonycteris harrisoni
 Phyllonycteris aphylla
 Platyrrhinus chocoensis
 Sturnira nana
 Vampyressa melissa

#### СемействоВоронкоухие(Natalidae)
Natalus jamaicensis
 Natalus primus

#### СемействоБульдоговые летучие мыши(Molossidae)
Chaerephon bregullae
 Chaerephon johorensis
 Chaerephon tomensis
 Eumops floridanus
 Molossops aequatorianus
 Mormopterus acetabulosus
 Mormopterus minutus
 Mormopterus norfolkensis
 Mormopterus phrudus
 Otomops harrisoni
 Tomopeas ravus

#### СемействоГладконосые летучие мыши(Vespertilionidae)
Arielulus cuprosus
 Chalinolobus neocaledonicus
 Chalinolobus tuberculatus
 Eptesicus guadeloupensis
 Eptesicus japonensis
 Falsistrellus tasmaniensis
 Hesperoptenus tomesi
 Kerivoula africana
 Kerivoula flora
 Lasiurus degelidus
 Lasiurus insularis
 Lasiurus minor
 Miniopterus fuscus
 Miniopterus robustior
 Murina aenea
 Murina balaensis
 Murina rozendaali
 Murina ryukyuana
 Murina tenebrosa
 Myotis atacamensis
 Myotis capaccinii
 Myotis dominicensis
 Myotis findleyi
 Myotis hajastanicus
 Myotis nyctor
 Myotis peninsularis
 Myotis planiceps
 Myotis pruinosus
 Myotis scotti
 Myotis sicarius
 Myotis vivesi
 Myotis yanbarensis
 Neoromicia malagasyensis
 Neoromicia roseveari
 Nyctalus azoreum
 Nyctalus furvus
 Nyctalus lasiopterus
 Nyctophilus howensis
 Nyctophilus nebulosus
 Pharotis imogene
 Phoniscus papuensis
 Pipistrellus endoi
 Pipistrellus maderensis
 Pipistrellus murrayi
CR Plecotus sardus
CR Plecotus teneriffae
 Rhogeessa genowaysi
 Rhogeessa minutilla
 Rhogeessa mira

### ОтрядКитопарнокопытные(Cetartiodactyla)

#### СемействоГладкие киты(Balaenidae)
Eubalaena glacialis — Северный гладкий кит
 Eubalaena japonica — Японский кит
 Популяция японского кита (Eubalaena japonica) из северо-восточной части Тихого океана.
 Охотоморская популяция гренландского кита (Balaena mysticetus), распространённая в Охотском море от Шантарского моря на восток до залива Шелихова, Гижигинской и Пенжинской губы.
 Популяция гренландского кита (Balaena mysticetus), распространённая в Гренландском, Баренцевом и Карском морях от восточного побережья Гренландии на восток до архипелага Северная Земля и на юг до северных берегов Исландии и северной оконечности Скандинавского полуострова.
 Популяция южного гладкого кита (Eubalaena australis), во время размножения, в течение южной зимы и весны, встречающаяся в юго-восточной части Тихого океана у берегов Чили и Перу (западное побережье Южной Америки).

#### СемействоПолосатиковые(Balaenopteridae)
Balaenoptera borealis — Сейвал
 Balaenoptera musculus — Синий кит
 Balaenoptera musculus intermedia — антарктический подвид синего кита, распространённый в Южном океане.
 Североатлантическая популяция номинативного подвида синего кита Balaenoptera musculus musculus.
 Balaenoptera ricei
 Balaenoptera physalus — Финвал
 Средиземноморская популяция финвала.
 Западная популяция серого кита (Eschrichtius robustus), проводящая лето в Охотском море, а на зиму мигрирующая южнее вдоль азиатского побережья Тихого океана.
 Популяция горбача (Megaptera novaeangliae), обитающая в Аравийском море.
 Южнотихоокеанская популяция горбача (Megaptera novaeangliae), обитающая в водах Океании южнее экватора

#### СемействоКашалотовые(Physeteridae)
Physeter macrocephalus — Кашалот
 Средиземноморская популяция кашалота (Physeter macrocephalus).

#### СемействоГангские дельфины(Platanistidae)
Platanista gangetica — Гангский дельфин
 Platanista minor — Индский дельфин

#### СемействоКитайские речные дельфины(Lipotidae)
Lipotes vexillifer — Китайский речной дельфин

#### СемействоЛа-платские дельфины(Pontoporiidae)
Pontoporia blainvillei — Ла-платский дельфин, водится в прибрежных водах восточного побережья Южной Америки от Эспириту-Санту (юго-восточная Бразилия) до полуострова Вальдес (Северная Патагония, Аргентина), спорадически заходит в эстуарий Ла-Плата в устьях рек Парана и Уругвай.
 Популяция ла-платского дельфина (Pontoporia blainvillei), обитающая у берегов Уругвая и самого южного бразильского штата Риу-Гранди-ду-Сул.

#### СемействоДельфиновые(Delphinidae)
Cephalorhynchus hectori — Дельфин Гектора
 Cephalorhynchus hectori maui
 Delphinus delphis ponticus — черноморский подвид дельфина-белобочки (Delphinus delphis), обитающий в Чёрном и Мраморном морях, проливе Босфор и Каркинитском заливе.
 Средиземноморская популяция дельфина-белобочки (Delphinus delphis).
 Orcaella brevirostris — Иравадийский дельфин
 Популяция иравадийского дельфина (Orcaella brevirostris), обитающая в реке Иравади (Бирма).
 Популяция иравадийского дельфина, обитающая в реке Махакам (остров Калимантан).
 Популяция иравадийского дельфина, обитающая в крупных реках острова Палаван (Филиппины).
 Популяция иравадийского дельфина, обитающая в реке Меконг.
 Популяция иравадийского дельфина, обитающая в озере Тхалелуанг (Малайский полуостров).
 Orcaella heinsohni
 Sotalia fluviatilis — Белый дельфин
 Sousa chinensis — Китайский дельфин
 Sousa chinensis taiwanensis
 Sousa teuszii — Западноафриканский дельфин
 Средиземноморская популяция полосатого дельфина (Stenella coeruleoalba).
 Stenella longirostris orientalis
 Tursiops truncatus ponticus — Черноморская афалина
 Популяция дельфина афалины (Tursiops truncatus), обитающая в прибрежных фьордах Южного острова Новой Зеландии.
 Средиземноморская популяция дельфина афалины (Tursiops truncatus).

#### СемействоМорские свиньи(Phocoenidae)
Neophocaena asiaeorientalis — прибрежные воды у берегов Восточного Китая, Корейского полуострова и Японии (кроме северной части) и бассейн реки Янцзы.
 Neophocaena asiaeorientalis asiaeorientalis — эндемик бассейна реки Янцзы в восточном Китае, встречается в средней и нижней частях бассейна, сейчас сохранился почти исключительно в русле самой Янцзы и двух крупных прилегающих озёрах Поянху и Дунтинху.
 Neophocaena phocaenoides — Беспёрая морская свинья
 Phocoena phocoena relicta — Черноморская морская свинья
 Балтийская популяция обыкновенной морской свиньи (Phocoena phocoena).
 Phocoena sinus — Калифорнийская морская свинья

#### СемействоНарваловые(Monodontidae)
Популяция белухи (Delphinapterus leucas), обитающая в заливе Кука (южное побережье полуострова Аляска, северо-восток Тихого океана).

#### СемействоБегемотовые(Hippopotamidae)
Choeropsis liberiensis — Карликовый бегемот
 Hippopotamus amphibius — Обыкновенный бегемот
 Hippopotamus lemerlei
 Hippopotamus madagascariensis

#### СемействоОленьковые(Tragulidae)
Tragulus nigricans

#### СемействоЖирафовые(Giraffidae)
Giraffa camelopardalis — Жираф
 Okapia johnstoni — Окапи

#### СемействоОленевые(Cervidae)
Axis calamianensis — Каламианский олень
 Axis kuhlii — Олень Куля
 Axis porcinus — Свиной олень
 Blastocerus dichotomus — Болотный олень
 Cervus albirostris — Беломордый олень
 Cervus hanglu hanglu
 Dama mesopotamica — Иранская лань
 Elaphurus davidianus — Олень Давида
 Hippocamelus antisensis — Перуанский олень
 Hippocamelus bisulcus — Южноандский олень
 Hydropotes inermis — Водяной олень
 Mazama bororo
 Mazama bricenii
 Mazama chunyi
 Mazama nana
 Mazama pandora
 Mazama rufina
 Muntiacus crinifrons — Чёрный мунтжак
 Muntiacus vuquangensis — Гигантский мунтжак
 Pudu mephistophiles
 Rangifer tarandus — Северный олень
 Rucervus duvaucelii — Барасинга
 Rucervus eldii — Олень-лира
 Rucervus schomburgki — Олень Шомбургка
 Rusa alfredi
 Rusa marianna — Филиппинский замбар
 Rusa timorensis
 Rusa unicolor — Индийский замбар

#### СемействоКабарговые(Moschidae)
Moschus anhuiensis
 Moschus berezovskii — Кабарга Березовского
 Moschus chrysogaster — Рыжебрюхая кабарга
 Moschus cupreus
 Moschus fuscus — Чёрная кабарга
 Moschus leucogaster — Гималайская кабарга
 Moschus moschiferus — Сибирская кабарга

#### СемействоПолорогие(Bovidae)
Addax nasomaculatus — Аддакс
 Aepyceros melampus petersi — Ангольская импала
 Alcelaphus buselaphus buselaphus — Конгони, номинативный подвид.
 Alcelaphus buselaphus lelwel — Лелвел
 Alcelaphus buselaphus major — западноафриканский подвид конгони.
 Alcelaphus buselaphus swaynei — Конгони Свайне
 Alcelaphus buselaphus tora — Конгони тора
 Ammodorcas clarkei — Дибатаг
 Ammotragus lervia — Гривистый баран
 Arabitragus jayakari — Аравийский тар
 Beatragus hunteri — Бубал Хантера
 Bos gaurus — Гаур
 Bos javanicus — Бантенг
 Bos mutus — Як
 Bos primigenius — Тур
 Bos sauveli — Купрей
 Bubalus arnee — Азиатский буйвол
 Bubalus depressicornis — Равнинный аноа
 Bubalus mindorensis — Тамарау
 Bubalus quarlesi — Горный аноа
 Budorcas taxicolor — Такин
 Capra aegagrus — Безоаровый козёл
 Capra caucasica — Кубанский тур
 Capra nubiana — Нубийский горный козёл
 Capra walie
 Capricornis rubidus — Красный серау
 Capricornis sumatraensis — Суматранский серау
 Cephalophus adersi — Занзибарский дукер
 Cephalophus jentinki — Чепрачный дукер
 Cephalophus nigrifrons rubidus
 Cephalophus ogilbyi brookei
 Cephalophus ogilbyi ogilbyi
 Cephalophus spadix — Танзанийский дукер
 Cephalophus zebra — Зебровый дукер
 Damaliscus lunatus jimela
 Damaliscus lunatus korrigum
 Damaliscus lunatus superstes
 Damaliscus lunatus topi
 Damaliscus pygargus pygargus — Беломордый бубал
 Dorcatragus megalotis — Бейра
 Eudorcas rufifrons
 Eudorcas tilonura
 Gazella arabica
 Gazella bilkis
 Gazella cuvieri — Атласская газель
 Gazella dorcas — Газель-доркас
 Gazella gazella — Обыкновенная газель
 Gazella leptoceros — Песчаная газель
 Gazella marica
 Gazella saudiya
 Gazella spekei — Газель Спика
 Gazella subgutturosa — Джейран
 Hippotragus leucophaeus — Голубая антилопа
 Hippotragus niger variani — Гигантская чёрная антилопа
 Kobus kob kob — Болотный козёл
 Kobus leche anselli
 Kobus leche kafuensis
 Kobus leche robertsi
 Kobus leche smithemani
 Kobus megaceros — Суданский козёл
 Naemorhedus baileyi — Тибетский горал
 Naemorhedus caudatus — Амурский горал
 Naemorhedus griseus
 Nanger dama — Газель-дама
 Nanger granti petersii
 Nanger soemmerringii — Сомалийская газель
 Nilgiritragus hylocrius — Нилгирийский тар
 Oreotragus oreotragus porteousi
 Oryx beisa callotis
 Oryx dammah — Сахарский орикс
 Oryx leucoryx — Белый орикс
 Ourebia ourebi haggardi
 Ourebia ourebi kenyae
 Ovis orientalis — Муфлон
 Procapra przewalskii — Дзерен Пржевальского
 Pseudois nayaur schaeferi
 Pseudoryx nghetinhensis — Саола
 Redunca fulvorufula — Горный редунка
 Redunca fulvorufula adamauae
 Redunca fulvorufula chanleri
 Saiga tatarica mongolica — Монгольская сайга
 Tetracerus quadricornis — Четырёхрогая антилопа
 Tragelaphus buxtoni — Горная ньяла
 Tragelaphus derbianus — Западная канна
 Tragelaphus derbianus derbianus
 Tragelaphus derbianus gigas
 Tragelaphus eurycerus isaaci

#### СемействоСвиные(Suidae)
Babyrousa babyrussa — Бабирусса
 Babyrousa celebensis
 Babyrousa togeanensis
 Porcula salvania — Карликовая свинья
 Sus ahoenobarbus
 Sus barbatus — Бородатая свинья
 Sus bucculentus — Индокитайская свинья
 Sus cebifrons
 Sus oliveri
 Sus philippensis — Филиппинская свинья
 Sus verrucosus — Яванская свинья
 Sus verrucosus blouchi

#### СемействоПекариевые(Tayassuidae)
Catagonus wagneri — Чакский пекари
 Tayassu pecari — Белобородый пекари

#### СемействоВерблюдовые(Camelidae)
Camelus ferus — Дикий верблюд

### ОтрядНепарнокопытные(Perissodactyla)

#### СемействоЛошадиные(Equidae)
Equus africanus — Дикий осёл
 Equus ferus — Дикая лошадь
 Equus ferus przewalskii — Лошадь Пржевальского
 Equus grevyi — Зебра Греви
 Equus hemionus hemippus — Сирийский кулан
 Equus hemionus kulan — Туркменский кулан
 Equus hemionus onager — Онагр
 Equus quagga quagga — Квагга
 Equus zebra — Горная зебра
 Equus zebra hartmannae
 Equus zebra zebra — номинативный подвид горной зебры.

#### СемействоТапировые(Tapiridae)
Tapirus bairdii — Центральноамериканский тапир
 Tapirus indicus — Чепрачный тапир
 Tapirus pinchaque — Горный тапир
 Tapirus terrestris — Равнинный тапир

#### СемействоНосороговые(Rhinocerotidae)
Ceratotherium simum cottoni — северный подвид белого носорога (Ceratotherium simum).
 Dicerorhinus sumatrensis — Суматранский носорог
 Diceros bicornis — Чёрный носорог
 Diceros bicornis bicornis
 Diceros bicornis longipes
 Diceros bicornis michaeli
 Diceros bicornis minor
 Rhinoceros sondaicus — Яванский носорог
 Rhinoceros unicornis — Индийский носорог

### ОтрядПанголины(Pholidota)

#### СемействоЯщеровые(Manidae)
Manis crassicaudata
 Manis culionensis
 Manis javanica
 Manis pentadactyla
 Phataginus tetradactyla
 Phataginus tricuspis
 Smutsia gigantea
 Smutsia temminckii

### ОтрядХищные(Carnivora)

#### СемействоКошачьи(Felidae)
Acinonyx jubatus — Гепард
 Acinonyx jubatus hecki — Североафриканский подвид гепарда.
 Acinonyx jubatus venaticus — Азиатский гепард
 Caracal aurata
 Catopuma badia — Калимантанская кошка
 Felis bieti — Гобийская серая кошка
 Felis nigripes — Черноногая кошка
 Leopardus guigna — Чилийская кошка
 Leopardus guttulus
 Leopardus jacobita — Андская кошка
 Leopardus tigrinus — Онцилла
 Leopardus tigrinus oncilla — Центральноамериканский подвид онциллы, обитающий в Коста-Рике и северной Панаме.
 Lynx lynx balcanicus — Балканская рысь
 Lynx pardinus — Пиренейская рысь
 Neofelis diardi
 Neofelis diardi borneensis
 Neofelis diardi diardi
 Neofelis nebulosa — Дымчатый леопард
 Panthera leo — Лев
 Panthera leo persica — Азиатский лев
 Западноафриканская популяция львов (Panthera leo).
 Panthera pardus — Леопард
 Panthera tigris — Тигр
 Амурский тигр — популяция Panthera tigris tigris
 Китайский тигр — популяция Panthera tigris tigris
 Индокитайский тигр — популяция Panthera tigris tigris
 Малайский тигр — популяция Panthera tigris tigris
 Бенгальский тигр — популяция Panthera tigris tigris
 Туранский тигр — популяция Panthera tigris tigris
 Балийский тигр — популяция Panthera tigris sondaica
 Яванский тигр — популяция Panthera tigris sondaica
 Суматранский тигр — популяция Panthera tigris sondaica
 Panthera uncia — Снежный барс
 Prionailurus bengalensis iriomotensis — Ириомотейская кошка
 Prionailurus bengalensis rabori
 Prionailurus planiceps — Суматранская кошка
 Prionailurus viverrinus — Кошка-рыболов

#### СемействоВиверровые(Viverridae)
Arctictis binturong
 Chrotogale owstoni
 Cynogale bennettii
 Diplogale hosei
 Genetta bourloni
 Genetta cristata
 Macrogalidia musschenbroekii
 Poiana leightoni
 Viverra civettina
 Viverra megaspila

#### СемействоМангустовые(Herpestidae)
Bdeogale omnivora
 Liberiictis kuhni

#### СемействоМадагаскарские виверры(Eupleridae)
Cryptoprocta ferox
 Cryptoprocta spelea
 Eupleres goudotii
 Eupleres major
 Fossa fossana
 Galidictis fasciata
 Galidictis grandidieri
 Mungotictis decemlineata
 Salanoia concolor

#### СемействоПсовые(Canidae)
Canis rufus — Рыжий волк
 Canis simensis — Эфиопский шакал
 Cuon alpinus — Красный волк
 Dusicyon australis — Фолклендская лисица
 Dusicyon avus
 Lycalopex fulvipes — Дарвиновская лисица
 Lycaon pictus — Гиеновидная собака
 Североафриканская популяция гиеновидных собак (Lycaon pictus).
 Западноафриканская популяция гиеновидных собак (Lycaon pictus).

#### СемействоМедвежьи(Ursidae)
Ailuropoda melanoleuca
 Helarctos malayanus
 Melursus ursinus
 Tremarctos ornatus
 Ursus maritimus
 Ursus thibetanus

#### СемействоУшастые тюлени(Otariidae)
Перуанско-северочилийская популяция южноамериканского морского котика (Arctocephalus australis).
 Arctocephalus galapagoensis — Галапагосский морской котик
 Callorhinus ursinus — Северный морской котик
 Eumetopias jubatus jubatus — номинативный подвид сивуча (Eumetopias jubatus), обитающий в северной части Тихого океана от Камчатки до востока залива Аляска, на юг до Японского моря и побережья северной Японии.
 Neophoca cinerea — Австралийский морской лев
 Phocarctos hookeri — Новозеландский морской лев
 Zalophus japonicus — Японский морской лев
 Zalophus wollebaeki

#### СемействоМоржовые(Odobenidae)
Odobenus rosmarus — Морж

#### СемействоНастоящие тюлени(Phocidae)
Cystophora cristata — Хохлач
 Monachus monachus — Белобрюхий тюлень
 Neomonachus schauinslandi
 Neomonachus tropicalis — Карибский тюлень-монах
 Phoca vitulina mellonae — пресноводный подвид обыкновенного тюленя (Phoca vitulina), обитающий в нескольких озёрах и реках на севере провинции Квебек в Канаде (северо-восток Северной Америки), которые впадают в Гудзонов залив, заливы Джеймс и Унгава.
 Pusa caspica — Каспийская нерпа
 Pusa hispida ladogensis — Ладожская нерпа
 Pusa hispida saimensis — Сайменская нерпа

#### СемействоПандовые(Ailuridae)
Ailurus fulgens — Малая панда

#### СемействоСкунсовые(Mephitidae)
Spilogale putorius — Пятнистый скунс
 Spilogale pygmaea — Карликовый скунс

#### СемействоКуньи(Mustelidae)
Aonyx cinereus — Азиатская бескоготная выдра
 Arctonyx collaris — Свиной барсук
 Enhydra lutris — Калан
 Lontra felina — Кошачья выдра
 Lontra provocax — Южная выдра
 Lutra sumatrana — Суматранская выдра
 Lutrogale perspicillata — Индийская выдра
 Martes gwatkinsii — Нилгирская харза
 Melogale everetti — Борнейский барсук
 Mustela felipei — Колумбийская ласка
 Mustela lutreola — Европейская норка
 Mustela nigripes — Черноногий хорёк
 Neovison macrodon — Морская норка
 Pteronura brasiliensis — Гигантская выдра
 Vormela peregusna — Перевязка

#### СемействоЕнотовые(Procyonidae)
Nasuella meridensis
 Procyon pygmaeus — Косумельский енот

### Комментарии
1. ↑  Исключение: порядок семейств надсемейства Delphinoidea дан по Encyclopedia of Marine Mammals (2009)[4], поскольку морские свиньи (Phocoenidae) и нарваловые (Monodontidae) более родственны друг другу, чем дельфиновым (Delphinidae)[3][4].